# 塞堡 (下萨克森州)
塞堡是德国下萨克森州的一个市镇。总面积13.44平方公里，总人口1601人，其中男性801人，女性800人（2011年12月31日），人口密度119人/平方公里。